# Walter Damrosch
Walter Johannes Damrosch (ur. 30 stycznia 1862 we Wrocławiu, zm. 22 grudnia 1950 w Nowym Jorku) – amerykański dyrygent i kompozytor pochodzenia niemieckiego. 

## Życiorys
Syn Leopolda, brat Franka. Był uczniem Wilhelma Rischbietera, Antona Ursprucha, Felixa Draesekego i Hansa von Bülowa. W 1871 roku wyjechał wraz z rodziną do Nowego Jorku. Od 1884 roku asystował ojcu jako dyrygent opery niemieckiej w Metropolitan Opera, zaś po jego śmierci w 1885 roku przejął jego obowiązki, pozostając na tym stanowisku do 1891 roku. 
Prowadził też Oratorio Society (1885–1898) oraz New York Symphony Society aż do połączenia się orkiestry w 1928 roku z Filharmonią Nowojorską. Przekonał Andrew Carnegiego, by zbudował Carnegie Hall jako siedzibę dla połączonych orkiestr, po czym przywiózł Czajkowskiego do USA na jej otwarcie w 1891 roku. Zaprezentował amerykańskie prawykonania IV i VI Symfonii Czajkowskiego oraz dzieł Wagnera, Mahlera i Elgara. Był także orędownikiem konserwatywnych kompozytorów amerykańskich, takich jak Daniel Gregory Mason czy Deems Taylor. Zamówił koncert fortepianowy Gershwina i poprowadził prawykonanie jego Amerykanina w Paryżu. W 1894 roku założył z niemieckimi śpiewakami własną Damrosch Opera Company, z którą przez 5 lat dawał koncerty w licznych miastach amerykańskich. Był dyrektorem muzycznym w Filharmonii Nowojorskiej w sezonie 1902/1903. W latach 1927–1947 był doradcą muzycznym rozgłośni NBC. 
Otrzymał doktoraty honoris causa Columbia University (1914), Princeton University (1929) i New York University (1935). Opublikował autobiografię My Musical Life (Nowy Jork 1923, 2. wydanie 1930).

## Wybrane kompozycje
(na podstawie materiałów źródłowych)

### Opery
- The Scarlet Letter (wyst. Boston 1896)
- The Dove of Peace (wyst. Filadelfia 1912)
- Cyrano de Bergerac (wyst. Nowy Jork 1913, wersja zrewid. 1939)
- The Man without a Country (1937)
- The Opera Cloak (wyst. Nowy Jork 1942)

### Muzyka do sztuk teatralnych
- Iphigenia in Aulis według Eurypidesa (wyst. Berkeley 1915)
- Medea według Eurypidesa (wyst. Berkeley 1915)
- Electra według Sofoklesa (wyst. Nowy Jork 1917)

### Utwory wokalno-instrumentalne
- Manila Te Deum (1898)
- An Abraham Lincoln Song na baryton, chór i orkiestrę (1935)
- Dunkirk na baryton, chór męski i orkiestrę kameralną (1943)